# 罗滕多夫
罗滕多夫是德国巴伐利亚州的一个市镇。总面积14.83平方公里，总人口5255人，其中男性2528人，女性2727人（2011年12月31日），人口密度354人/平方公里。